# جولييان لوبيز
جولييان لوبيز (بالإسبانية: Julián Alejo López)‏ هو لاعب كرة قدم أرجنتيني، ولد في 8 يناير 2000 في أفيانيدا في الأرجنتين. لعب مع نادي راسينغ.

## وصلات خارجية
- جولييان لوبيز على موقع قاعدة بيانات كرة القدم.إي يو (الإنجليزية)
- جولييان لوبيز على موقع Soccerway.com (الإنجليزية)